# Aleksandr Goesev (basketballer)
Aleksandr Aleksandrovitsj Goesev (Russisch: Александр Александрович Гусев, Moskou, 15 januari 1958) is een voormalig basketbalspeler die uitkwam voor het nationale juniorenteam van de Sovjet-Unie. Hij speelde zijn gehele loopbaan voor CSKA Moskou.

## Carrière
Goesev was een één meter zevenennegentig lange Shooting-guard. Goesev speelde zijn gehele loopbaan voor CSKA Moskou. Met CSKA werd Goesev acht keer landskampioen van de Sovjet-Unie in 1979, 1980, 1981, 1982, 1983, 1984, 1988 en 1990. In 1975 won Goesev met het junioren team van de Sovjet-Unie de Europese titel. In 1991 stopte Goesev met basketbalspelen.

## Erelijst
- Landskampioen Sovjet-Unie: 8
  - Winnaar: 1979, 1980, 1981, 1982, 1983, 1984, 1988, 1990
  - Tweede: 1985, 1986, 1987
  - Derde: 1989